# Congrès de Constantinople de 1923
Ne doit pas être confondu avec Concile panorthodoxe.

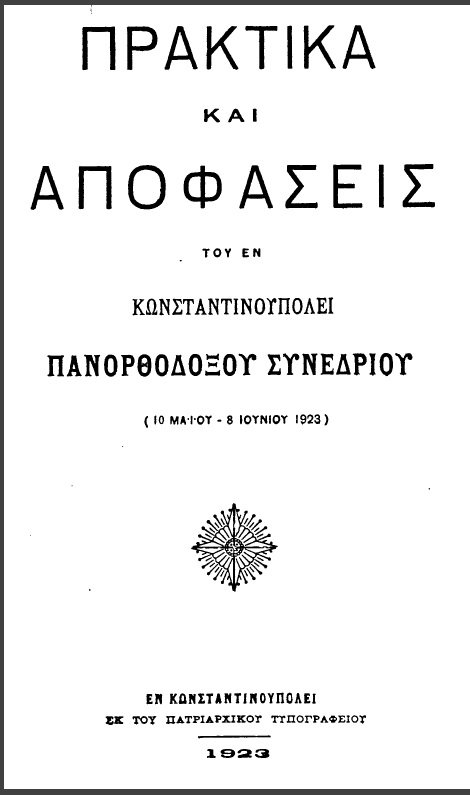
Panaorthodoxe du congrès de Constantinople (1923)

Le congrès de Constantinople de 1923 ou congrès panorthodoxe est une réunion solennelle des Églises orthodoxes ayant pour objet de statuer sur la révision du calendrier, qui s'est tenue à Constantinople du 10 mai au 8 juin 1923. Les Églises orthodoxes continuaient d'utiliser le calendrier julien pour les fêtes fixes et le mode julien de calcul de la date de Pâques pour les fêtes mobiles. Le patriarche de Constantinople, Mélèce Métaxakis, avait convoqué le congrès. Ce congrès adopta le calendrier julien révisé.
Peu d'Églises orthodoxes furent présentes à cette assemblée : seuls le patriarcat de Constantinople et le patriarcat de Serbie étaient représentés. Les autres membres de la Pentarchie orthodoxe, les patriarches de Jérusalem, d'Antioche et d'Alexandrie, ainsi que le représentant de l'Église orthodoxe la plus démographiquement importante à l'époque, le patriarche de Moscou et de toute la Russie, étaient absents.

## Dénomination de l'assemblée
La dénomination de cette assemblée est sujette à de multiples variantes.
On utilise souvent le terme « synode » au lieu de « congrès ».
Enfin on parle parfois du congrès ou du synode d'« Istanbul » alors que le nom turc de Constantinople n'a été promu par la révolution kémaliste qu'à partir de 1928 et n'est devenu officiel que le 28 mars 1930.

## Conclusions du Congrès
Devant la réticence des Églises à adopter le calendrier grégorien, le représentant scientifique de la délégation serbe, Milutin Milanković, présente un calendrier julien révisé qui adopte le calendrier grégorien pour le calendrier civil (calendrier des dates religieuses fixes), mais propose pour les dates des fêtes mobiles une définition complètement nouvelle de la date de Pâques, fondée sur l'observation de la nouvelle lune à Jérusalem.
La quasi-totalité des Églises orthodoxes refusa ce nouveau calendrier et continua d'utiliser le calendrier julien traditionnel. Aujourd'hui, les Églises orthodoxes de Jérusalem, Russie, Macédoine, Serbie, et de Géorgie continuent d'employer le calendrier julien pour l'ensemble de leur calendrier liturgique. L'équation solaire du calendrier julien révisé (c'est-à-dire le calendrier grégorien) fut acceptée par quelques Églises orthodoxes : le patriarcat œcuménique de Constantinople, les patriarcats d'Alexandrie et d'Antioche, les Églises orthodoxes de Grèce, Chypre, Roumanie et Pologne ainsi que celle de Bulgarie depuis 1963. Elles fêtent donc Noël le 25 décembre selon le calendrier grégorien, ainsi que les fêtes fixes du calendrier liturgique, tandis que les fêtes mobiles, dont Pâques, restent calculées selon le calendrier julien. Cette réforme provoqua des schismes au sein de ces Églises : les orthodoxes vieux-calendaristes la rejetèrent et s'en tiennent au calendrier julien, instituant de nouvelles communautés avec leurs propres structures hiérarchiques.